# Идеальный раствор
Идеа́льными раство́рами называют растворы, в которых предполагается отсутствие взаимодействий между частицами составляющих веществ, а химический потенциал каждого компонента имеет простую зависимость от концентрации.
Это раствор с термодинамическими свойствами аналогичными смеси идеальных газов.
Для идеальных растворов энтальпия (энергия, доступная для преобразования в теплоту при определённом постоянном давлении) смешения и изменения объёма при смешении равны нулю, энтропия смешения определяется так же, как и для идеальных газов. Для идеальных растворов выполняются законы Рауля и Генри. Идеальные растворы делятся на предельно разбавленные и совершенные.
Одной из главных особенностей идеальных растворов является характер зависимости между парциальным давлением пара компонентов раствора и их концентрациями. Изменение концентрации любого компонента в растворе приводит к изменению его парциального давления в паре над раствором.